# Kalanchoe lanceolata
Kalanchoe lanceolata ist eine Pflanzenart der Gattung Kalanchoe in der Familie der Dickblattgewächse (Crassulaceae).

## Beschreibung

### Vegetative Merkmale
Kalanchoe lanceolata ist eine einjährige oder ausdauernde, kahle oder drüsig-flaumhaarige, manchmal klebrige Pflanze, die Wuchshöhen von 0,2 bis 2 Meter erreicht. Ihre in der Regel einfachen, aufrechten Triebe sind an ihrer Basis für gewöhnlich vierkantig oder etwas schmal geflügelt. Die grünen oder gelblich grünen, kahlen oder drüsig-flaumhaarigen Laubblätter sind sitzend. Ihre verkehrt eiförmige bis schmal längliche, lanzettliche, elliptische bis eiförmig spatelige Blattspreite ist 3 bis 30 Zentimeter lang und 1 bis 10 Zentimeter breit. Ihre Spitze ist zugespitzt oder stumpf, die Basis keilförmig, herablaufend und halb stängelumfassend. Der papierige bis häutige Blattrand ist ganzrandig oder gewellt, gesägt oder gekerbt.

### Generative Merkmale
Der Blütenstand besteht aus drüsig-flaumhaarigen, rispigen Zymen und erreicht eine Länge von 35 bis 50 Zentimeter. Die in der Regel aufrechten, manchmal jedoch hängenden Blüten stehen an drüsig-haarigen, 1 bis 10 Millimeter langen Blütenstielen. Der drüsig-haarige Kelch ist gelb, die Kelchröhre 1 bis 11 Millimeter lang. Die eiförmigen, eiförmig-lanzettlichen oder länglich elliptischen, zugespitzten Kelchzipfel weisen eine Länge von 2,5 bis 13 Millimeter auf und sind 1,5 und 4,5 Millimeter breit. Die drüsig-haarige, lachsrosafarbene, orangegelbe oder gelbe Blütenkrone ist im unteren Teil grünlich. Die zylindrische, in der unteren Hälfte aufgeblähte und vierkantige Kronröhre ist 8 bis 15 Millimeter lang. Ihre verkehrt eiförmigen oder lanzettlichen Kronzipfel tragen ein aufgesetztes Spitzchen. Sie weisen eine Länge von 2 bis 6,5 Millimeter auf und sind 1 bis 4 Millimeter breit. Die Staubblätter sind im oberhalb oder etwa in der Mitte der Kronröhre angeheftet und ragen nicht aus der Blüte heraus. Die länglichen Staubbeutel sind 0,5 bis 1 Millimeter. Die linealischen, zugespitzten Nektarschüppchen weisen eine Länge von 2,5 bis 4,6 Millimeter auf und sind 0,2 bis 0,3 Millimeter breit. Das spindelförmige Fruchtblatt weist eine Länge von 5 bis 9 Millimeter auf. Der Griffel ist 0,5 bis 1,5 Millimeter lang.
Die keulenförmigen Samen erreichen eine Länge von 0,5 bis 0,7 Millimeter.
Die Chromosomenzahl beträgt 2n = 34.

## Systematik und Verbreitung
Kalanchoe lanceolata ist im tropischen Afrika von Guinea bis Äthiopien und bis Südafrika und Namibia weit verbreitet. Die Art wächst ebenfalls auf Madagaskar, in Arabien und Indien.
Die Erstbeschreibung als Cotyledon lanceolata durch Peter Forsskål wurde 1775 veröffentlicht. Christiaan Hendrik Persoon stellte die Art 1805 in die Gattung Kalanchoe.

## Nachweise